# Грансфелд, Джон Мейс
Джон Грансфелд — американский физик и астронавт НАСА. Принимал участие в пяти космических полётах, занимал пост руководителя научных программ НАСА.

## Биография
Джон Грансфелд родился в Чикаго, в семье архитектора Эрнеста Элтона Грансфелда III. Его дед, Эрнест Грансфелд младший, был архитектором планетария Адлера.
Окончив в 1976 году среднюю школу в городе Хайлэнд-Парк, Джон поступил в Массачусетский технологический институт, где в 1980 получил степень бакалавра по физике, после чего год проработал в Институте Космоса и Астронавтики при Токийском университете.
Джон продолжил свою учёбу поступив в Чикагский университет, где он получил степени магистра и доктора наук по физике и затем работал научным сотрудником до 1989 года.
С 1989 по 1992 год он занимался исследованиями в области рентгеновской и гамма-астрономии, а также космического излучения высоких энергий в Калифорнийском технологическом институте.
Увлечения: альпинизм, полёты, парусный спорт, езда на велосипеде, музыка. Радиолюбитель с позывным KC5ZTF.

## Космические полёты
В марте 1992 года он был отобран в качестве кандидата в астронавты 14-го набора НАСА. После прохождения общекосмической подготовки получил квалификацию специалиста полёта.
В качестве специалиста полёта Джон Грансфелд стал участником пяти миссий:
1. STS-67, март 1995 года. Целью полёта было проведение астрофизических исследований.
2. STS-81, январь 1997 года. Пятая стыковка с орбитальной станцией «Мир».
3. STS-103, декабрь 1999 года. Ремонт и дооснащение космического телескопа «Хаббл».
4. STS-109, март 2002 года. Следующая ремонтная миссия к Хабблу. После этого полёта он был переведён в астронавты-менеджеры, и с 2003 по 2004 год работал руководителем научных программ аэрокосмического управления НАСА. В конце 2004 года ему был снова присвоен статус активного астронавта.
5. STS-125, май 2009 года. Последняя ремонтная миссия к Хабблу.

Суммарное время пребывания в космосе за пять полётов: 58 дней 15 часов 0 минут.
Джон Грансфелд совершил восемь выходов в открытый космос: два во время STS-103 и по три в STS-109 и STS-125.
Покинул отряд астронавтов в январе 2010 года, после чего работал заместителем директора Научного института космического телескопа в Балтиморе, а с января 2012 года назначен помощником руководителя управления планирования полётов в штаб-квартире НАСА в Вашингтоне.